# Чарлс Бакман
Чарлс Уилям Бакман III (на английски: Charles William Bachman III), по-известен само като Чарли Бакман, е американски информатик.
Известен е с работата си в началните години на разработването на системното управление на бази данни и по-конкретно със създаването на мрежовия модел.

## Биография
Роден е в Манхатън, Канзас, на 11 декември 1924 г. Завършва гимназия в Ийст Лансинг, Мичиган.
Участва във Втората световна война.

## Професионално развитие
Бакман посвещава по-голяма част от кариерата си на работа като софтуерен инженер или мениджър в софтуерната индустрия, отколкото в академичните среди. През 1950 г. започва работа в „Доу Кемикъл“ в Мичиган. През 1957 става първият мениджър на компанията по обработка на данни. През 1960 се премества в Дженерал Илектрик, където през 1963 изобретява Integrated Data Store (IDS), една от първите бази от данни, която по-късно става navigational database в Manufacturing Information And Control System (MIACS) продукти.

### Информационни системи
През 1983 г. той основава Bachman Information Systems, които се развиват заедно с computer-aided software engineering (CASE) продукти. В центъра на тези продукти е BACHMAN/Data Analyst, който осигурява графична поддръжка в изграждането на Bachman Diagrams.

## Публикации
Бакман публикува десетки публикации и доклади A селекция: A selection:
- 1962. „Precedence Diagrams: The Key to Production Planning, Scheduling and Control.“ In: ProCo Features. Supplement No 24, August 24.
- 1965. „Integrated Data Store.“ in: DPMA Quarterly, January 1965.
- 1969. „Software for Random Access Processing.“ in: Datamation April 1965.
- 1969. „Data Structure Diagrams.“ in: DataBase: A Quarterly Newsletter of SIGBDP. vol. 1, no. 2, Summer 1969.
- 1972. „Architecture Definition Technique: Its Objectives, Theory, Process, Facilities, and Practice.“ co-authored with J. Bouvard. in: Data Description, Access and Control: Proceedings of the 1972 ACM-SIGFIDET Workshop, November 29-December 1, 1972.
- 1972. „The Evolution of Storage Structures.“ In: Communications of the ACM vol. 15, no. 7, July 1972.
- 1972 – 73. „Set Concept for Data Structure.“ In: Encyclopedia of Computer Science, 1972 – 1973.
- 1973. „The Programmer as Navigator.“ 1973 ACM Turing Award lecture. In: Communications of the ACM vol. 16, no. 11, November 1973. (pdf Архив на оригинала от 2012-04-02 в Wayback Machine.)
- 1974. „Implementation Techniques for Data Structure Sets.“ In: Data Base Management Systems, 1974.
- 1977. „Why Restrict the Modeling Capability of Codasyl Data Structure Sets?“ In: National Computer Conference vol. 46, 1977.
- 1978. „Commentary on the CODASYL Systems Committee's Interim Report on Distributed Database Technology.“ National Computer Conference vol. 47, 1978.
- 1978. „DDP Will Be Infinitely Affected, So Managers Beware!“ in: DM, March 1978.
- 1980. „The Impact of Structured Data Throughout Computer-Based Information Systems.“ In: Information Processing 80, 1980.
- 1980. „The Role Data Model Approach to Data Structures.“ In; International Conference on Data Bases, March 24, 1980.
- 1982. „Toward a More Complete Reference Model of Computer-Based Information Systems.“ Co-authored with Ronald G. Ross. In: Computers and Standards 1, 1982.
- 1983. „The Structuring Capabilities of the Molecular Data Model.“ In; Entity-Relationship Approach to Software Engineering. C. G. Davis, S. Jajodia, and R. T. Yeh. eds. June 1983.
- 1987. „A Case for Adaptable Programming.“ In: Logic vol. 2, no. 1, Spring 1987.
- 1989. „A Personal Chronicle: Creating Better Information Systems, with Some Guiding Principles.“ In: IEEE Transactions on Knowledge and Data Engineering vol. 1, no. 1, March 1989.